# Grewia inflexa
Grewia inflexa là một loài thực vật có hoa trong họ Cẩm quỳ. Loài này được Merr. mô tả khoa học đầu tiên năm 1916.